# Alun Hoddinott
Alun Hoddinott CBE (* 11. August 1929 in Bargoed, Glamorganshire, Wales; † 12. März 2008 in Swansea) war einer der ersten walisischen Komponisten, der internationale Anerkennung erfuhr.

## Leben und Werk
Er immatrikulierte sich an der University College, Cardiff, und studierte später privat bei Arthur Benjamin. Seine erste bedeutende Komposition war das Klarinettenkonzert, das während des Cheltenham Festivals im Jahre 1954 von Gervase de Peyer mit dem Hallé Orchestra unter der Leitung von Sir John Barbirolli uraufgeführt wurde.
Hoddinott schrieb zahlreiche Symphonien, Sonaten und Konzerte: Seine Stilrichtungen wandelten sich vom neoklassizistischen Klarinettenkonzert zu einer Form der seriellen Musik, welche tonale Eckpunkte einer Struktur zuließ. Von 1970 an komponierte er auch Opern.
Alun Hoddinott war auch ein talentierter Lehrer als Professor für Musik am University College Cardiff, wo er zur Erweiterung des Musikinstitutes beitrug. Hoddinott unterrichtete eine Reihe von Komponisten in seiner Zeit in Cardiff: John Buckley, John Hopkins, Karl Jenkins, Jeffrey Lewis, John Metcalf und Christopher Painter.
Hoddinotts letztes Werk, die symphonische Dichtung Taliesin, wurde vom BBC National Orchestra of Wales zum Swansea Festival of Music im Oktober 2009 uraufgeführt.

## Werkauswahl
- 1948 Cellokonzert
- 1948 Prelude and fugue for string trio
- 1949 Nocturne for orchestra
- 1953 Op. 5 Nocturne for Orchestra (erste publizierte Komposition)
- 1953 Op. 6 Clarinet Quartet
- 1954-5 Op. 7 Symphony No. 1
- ? Op. 8 Concerto for Oboe and Strings
- 1956 Op. 9 Nocturne No. 1 for piano
- 1956 Op. 10 Septet for clarinet, bassoon, horn, piano, violin, viola and cello
- 1957 Op. 11 Harp Concerto
- 1958 Op. 13 Serenade for String Orchestra
- 1958 Op. 14 Viola Concertino
- 1959 Op. 19 Piano Concerto No. 1
- 1960 Op. 21 Piano Concerto No. 2
- 1962 Op. 24 Job (Oratorium)
- 1961 Op. 29 Symphony No. 2
- 1961 Op. 30 Christ and Sinful Man
- 1962 Op. 31 Variations for orchestra
- 1961 Rebecca für SATB Chor
- 1962 Folksong Suite, für Orchester
- 1966 Op. 44 Piano Concerto No. 3
- 1966 Op. 49 Piano Sonata No. 4
- 1967 Op. 50 Clarinet Sonata
- 1967 Op. 51 Organ Concerto
- 1970 Op. 70 Symphony No. 4
- 1971 Op. 79 The Tree Of Life (Oratorium)
- 1973 Op. 81 Symphony No. 5
- 1974 Op. 82 Ancestor Worship
- 1974 Op. 83 The Beach of Falesa (Oper)
- 1974 Op. 84 The Silver Swimmer für SATB Chor und Klavier zu vier Händen
- 1974 Op. 85 Ritornelli
- 1975 Op. 86/1 Landscapes für Orchester
- 1975 Op. 86/2 Nightpiece für Orchester
- 1975 Op. 87 5 Landscapes, Ynys Mon
- 1975 Op. 88 The Magician (Oper)
- 1976 Op. 89 Violin Sonata No. 4
- 1981 Op. 105/2 Lanterne des Morts
- 1982 Op. 106 Doubles
- 1982 Op. 107/1 Five Studies für Orchester
- 1982 Op. 107/2 Hommage a Chopin, für Orchester
- 1982 Quodlibet on Welsh Nursery Tunes, für Orchester
- 1982 Six Welsh Folksongs
- 1984 Op. 116 Symphony No. 6
- 1989 'Noctis Equi', Szene für Violoncello und Orchester
- 1989 Op. 140 Flute Sonata
- 1989 Op. 141 Violin Sonata No. 5
- 1989 Op. 142 Symphony No. 8, for Brass & Percussion
- 2001 Op. 143/1 Paradwys Mai, Bariton und Klavier
- 1990 Hymns of Pantycelyn (Kantate)
- 1992 Op.145 Symphony No. 9 ‘Vision of Eternity’, für Sopran und Orchester
- 1992 Chorales, Variants & Fanfares
- 1994 Op. 153 Violin Concerto No. 2 'Le Mistral'
- 1998 Op. 168 Grongar Hills, Bariton und Klavierquintett
- 1999 Op. 169 Celebration Dances, für Orchester
- 1999 Op. 170 Tower (Oper)
- 1999 Op. 171 To the Poet, Bassbariton und Klavier
- 1999 Op. 172 Symphony No. 10
- 2000 Op. 173 La Serenissima, Bariton und Klavier
- 2002 Op. 180 Euphonium Concerto, The Sunne Rising, The King will Ride
- 2005 Op. 189 La Serenissima: Images of Venice, für Sopran, Bariton und Orchester
- 2007 Op. 192 Blake Songs, Bariton und Klavier